# Matthieu van Plattenberg

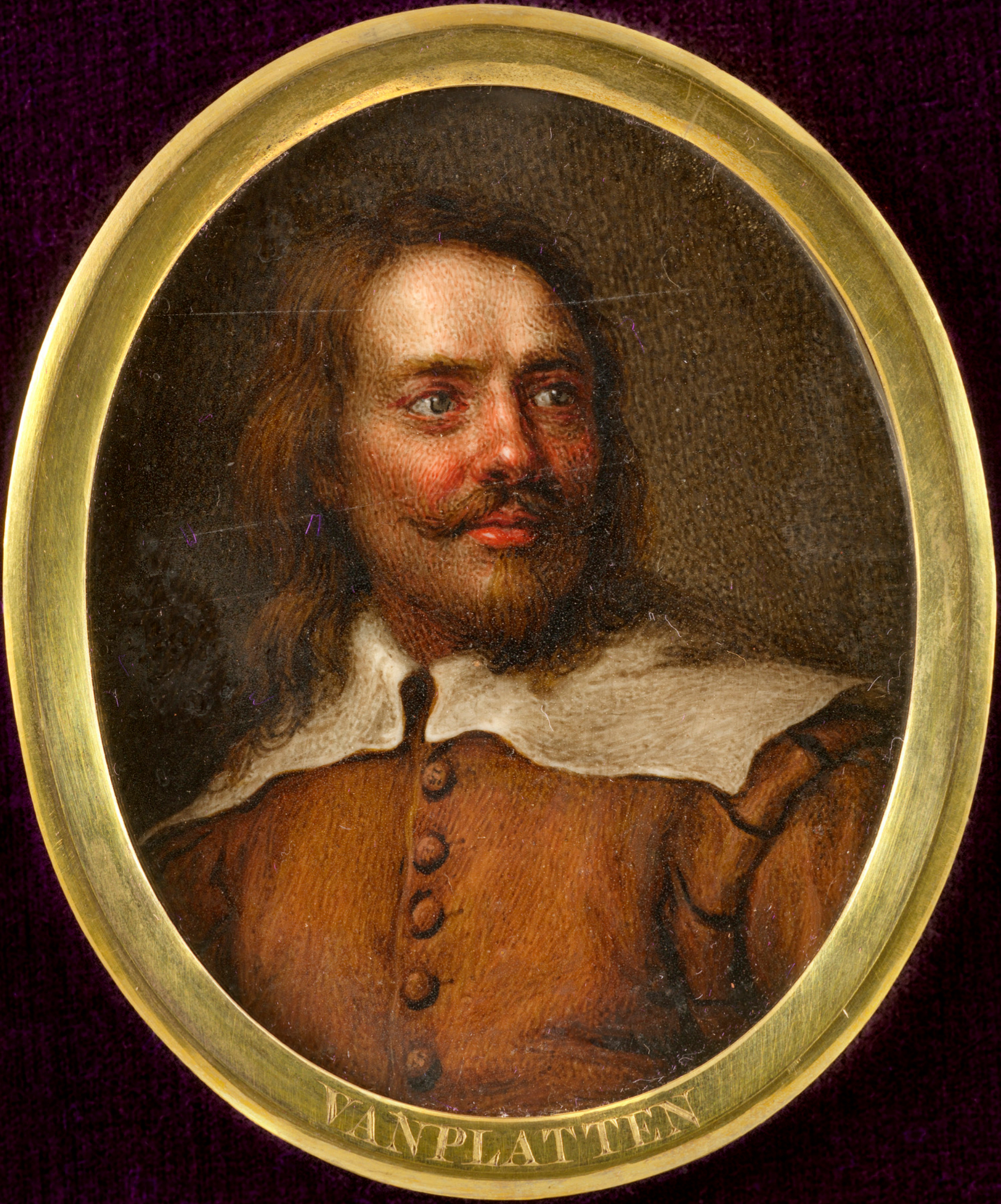
Retrato de Matthieu van Plattenberg, por Giuseppe Macpherson

Matthieu o Matthijs van Plattenberg, conocido en Francia como Matthieu de Plattemontagne, Matthieu de Platte Montagne y Matthieu Montaigne (1607 o 1608 – 19 de septiembre de 1660) fue un pintor, dibujante, autor de aguafuertes y grabador barroco oriundo de Flandes especializado en pinturas marinas y paisajes. Pasó la mayor parte de su carrera en el extranjero, primero en Italia y luego en Francia, donde desempeñó un papel importante en el desarrollo de la pintura paisajes marinos tormentosos.

## Biografía
Matthieu van Plattenberg nació en Amberes en 1607 o 1608. Probablemente fue alumno del pintor marino Andries van Eertvelt en Amberes.Viajó junto con van Eertvelt a Italia, donde trabajó en Florencia. 

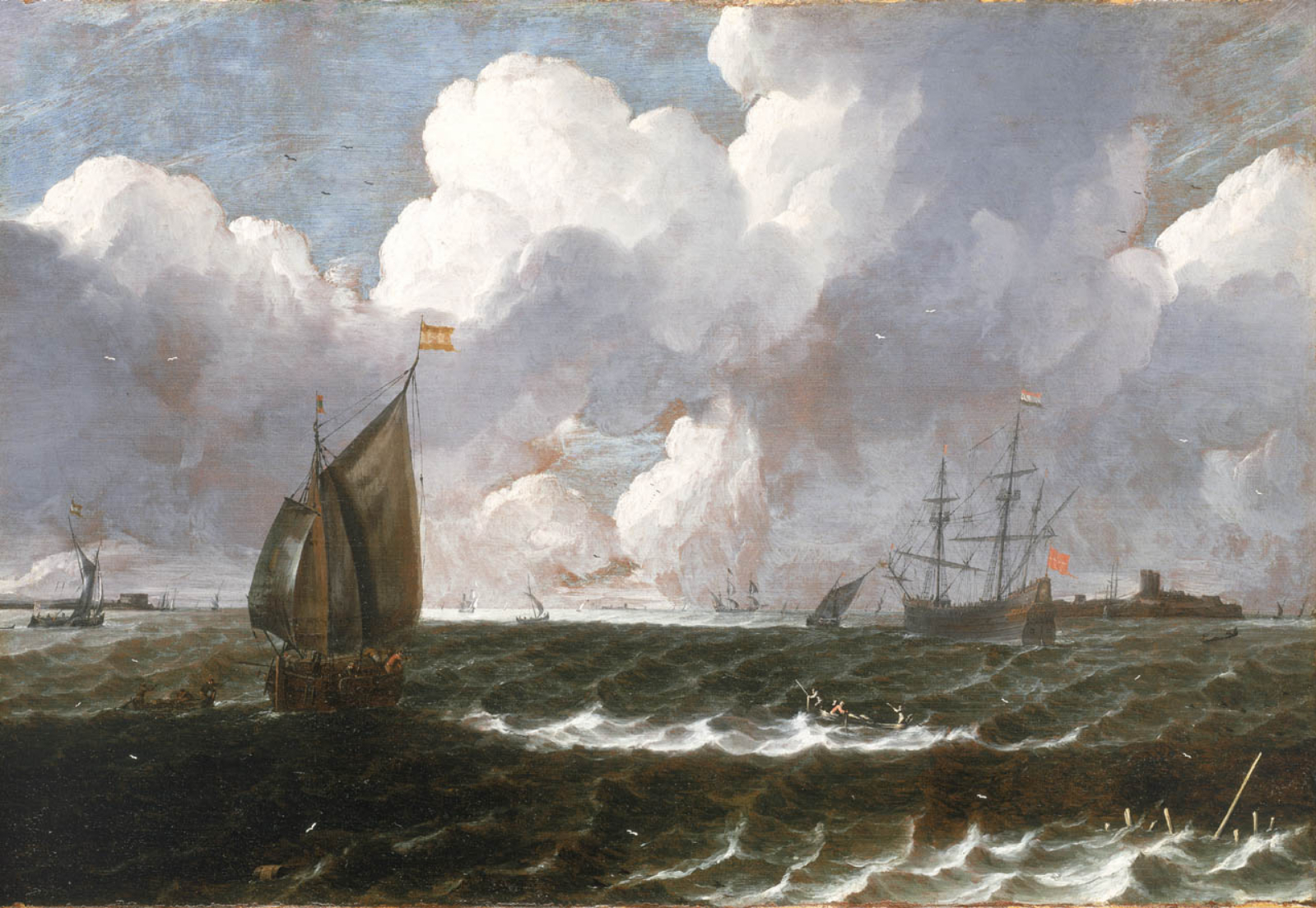
Barcos en el estuario de un río

Hacia 1630 trabajó en París.Estuvo activo como pintor y grabador en cobre, así como diseñador de patrones de bordado. En París, estudió con el pintor flamenco emigrado Jacques Fouquier, un paisajista y grabador de renombre. Fouquier le enseñó a grabar.En 1631 se casó en París con la hermana del pintor, grabador y editor francés Jean Morin. Van Plattenberg y Morin colaboraron en proyectos editoriales para los cuales van Plattenberg realizó los grabados. 

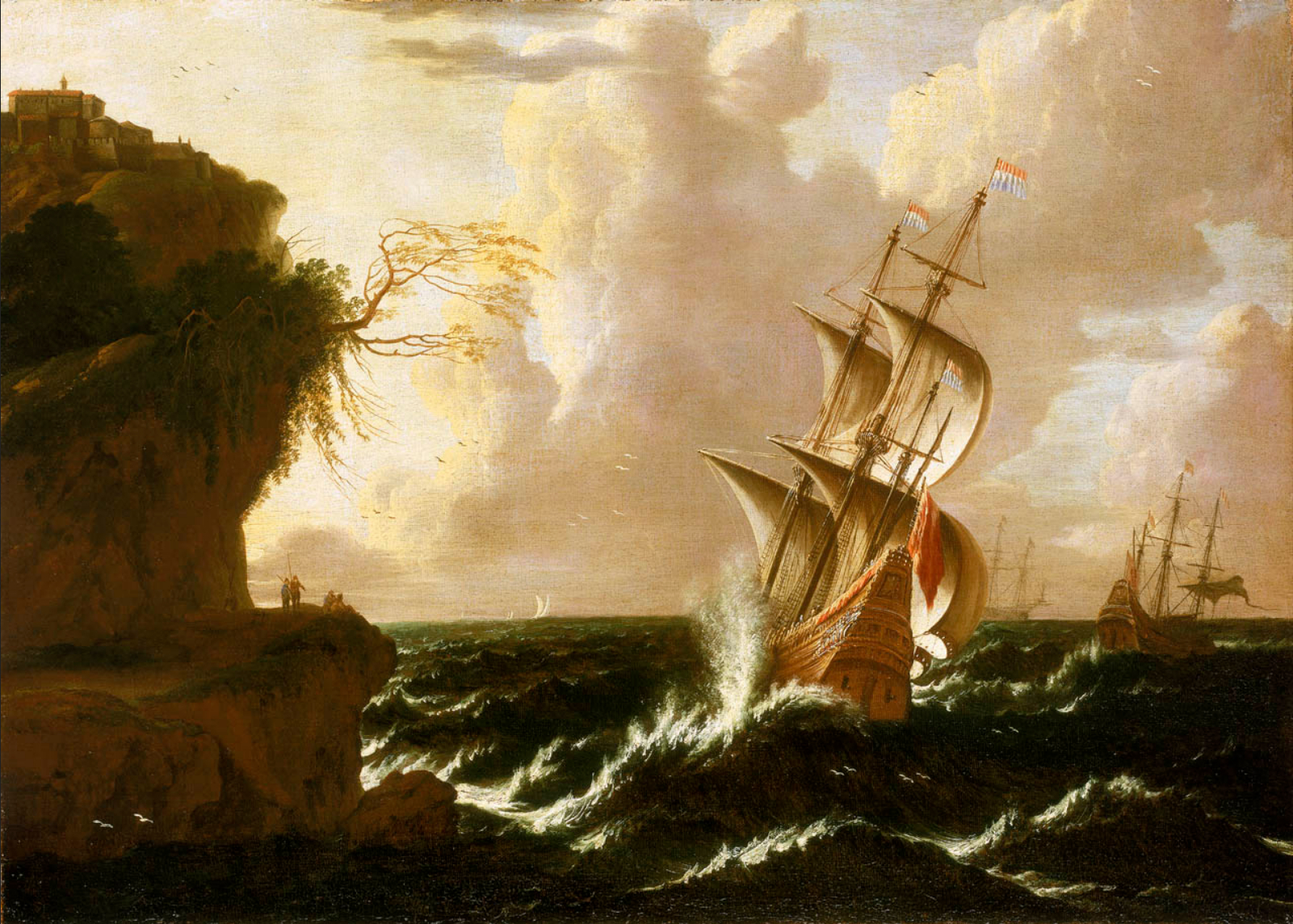
Un barco holandés en una tormenta

En Francia, van Plattenberg se hacía llamar 'Matthieu (de) Platte-Montaigne' o 'Platte-Montagne' y también firmaba sus obras con '(M) Montagne' o '(M) Montaigne'. El éxito de Plattenberg le valió el favor de la corte real y se le concedió el título de "Peintre du Roy pour les mers" (pintor real de los mares). Fue uno de los miembros fundadores, en 1648, de la Académie Royale de Peinture et de Sculpture y permaneció como miembro hasta su muerte en París en el año 1660. 
El hijo de Matthieu van Plattenberg, conocido como Nicolas de Plattemontagne, fue pintor y alumno de Philippe de Champaigne . Tuvo una carrera muy exitosa en Francia pero su obra cayó en el olvido tras su muerte. 

## Obra
Plattenberg se especializó en representaciones de tormentas de vivos colores en mares turbulentos y espumosos. Rara vez firmaba o fechaba sus obras. 

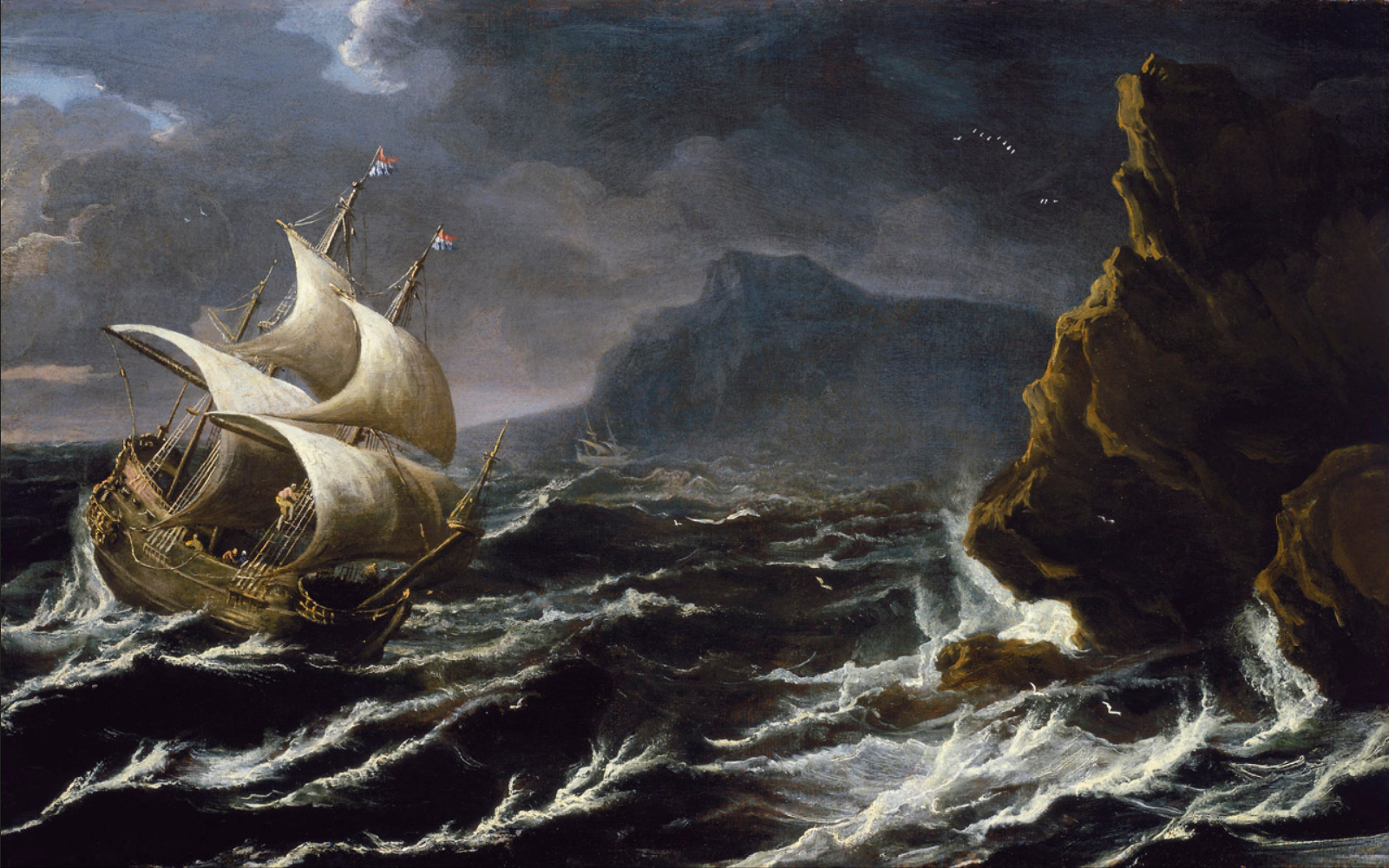
Barco holandés navegando hacia una costa rocosa

En el pasado, su obra fue atribuida erróneamente a un presunto pintor flamenco u holandés activo en Italia en la época en que van Plattenberg trabajaba allí. A este pintor se le conocía como 'Monsù Montagna' o 'Renaud de la Montagne'. El historiador del arte Marcel Roethlisberger ha comparado varias docenas de pinturas de tormentas marinas sin firmar tradicionalmente atribuidas a Monsù Montagna, y encontró que estas pinturas forman un grupo consistente, pues combinan tipos flamencos con un tratamiento pictórico amplio que se asemeja a la obra de Salvator Rosa . Roethlisberger opina que estas obras anteriormente atribuidas a 'Monsù Montagna' son en realidad obras de van Plattenberg. Dado que Plattenberg abandonó Italia antes de que Rosa comenzara a pintar, es probable que cualquier influencia mutua fuera de van Plattenberg sobre Rosa. 

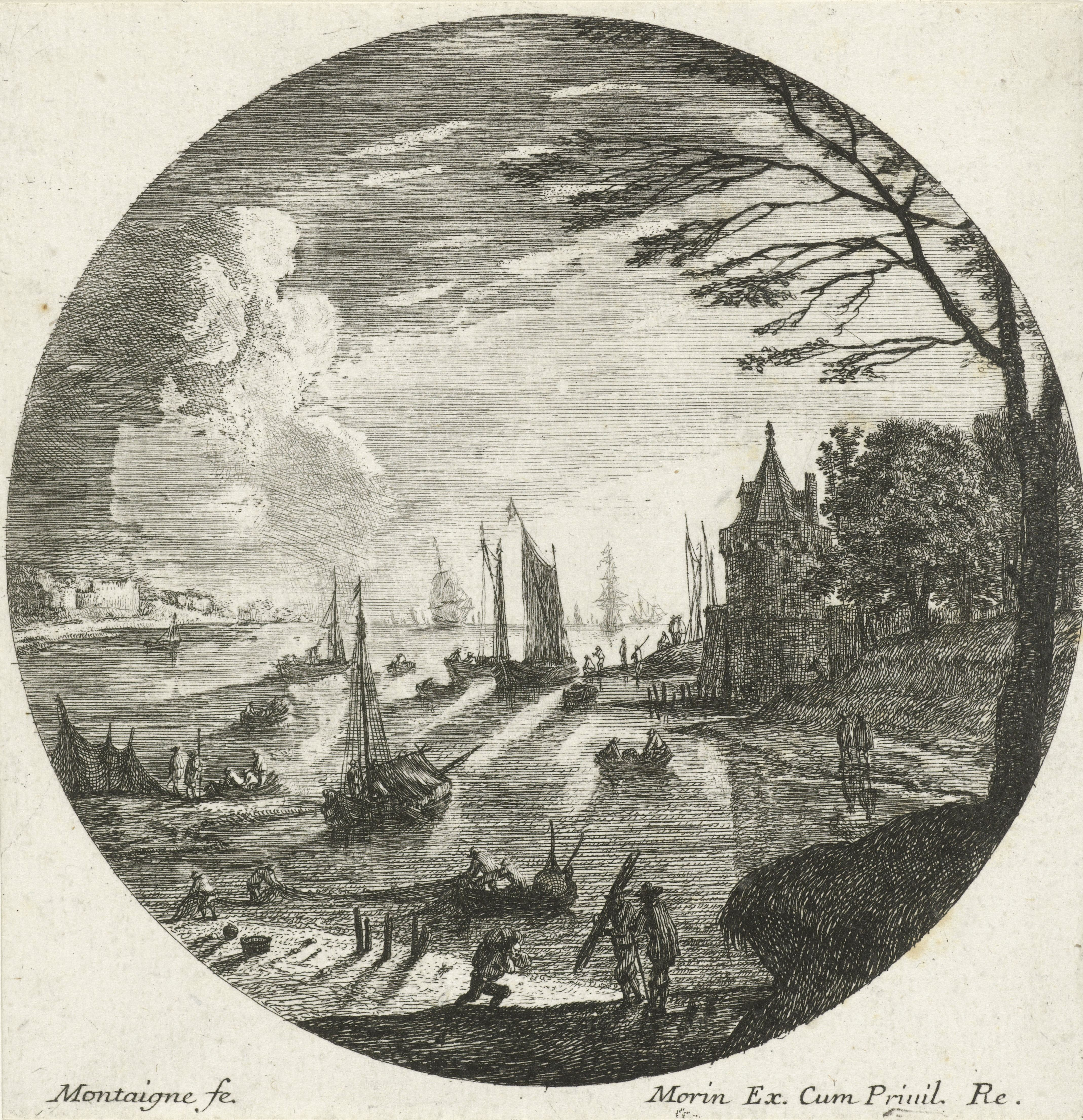
Paisaje con puesta de sol

Van Plattenberg influyó en el pintor marino Allessandro Grevenbroeck, de ascendencia holandesa, activo en el norte de Italia entre 1717 y 1747. Además, se lo considera un importante precursor de Pieter Mulier, conocido en Italia, donde estuvo activo durante la mayor parte de su vida como 'Cavalier Pietro Tempesta'. Mulier era especialmente conocido por los cielos tormentosos de sus paisajes marinos y se cree que las pinturas de Plattenberg anticipan las primeras tormentas marinas de Tempesta. Tempesta debió haber visto las obras de van Plattenberg en Italia. Algunas de las obras de Monsù Montagna (Matthieu van Plattenberg) han sido atribuidas en el pasado a Mulier. También hay que distinguir a Van Plattenberg de Montagne de Venecia (o Rinaldo della Montagna), que también fue un pintor marino mencionado por Cesare Malvasia en su biografía de Guido Reni (p. 78).
Plattenberg también ejecutó tres docenas de grabados que representan mar y paisajes. Estos grabados fueron publicados a menudo por su cuñado Jean Morin y llevaban la inscripción "Morin ex cum privil. Re."